# Fakabátok
A Fakabátok (eredeti, lengyel címén: Drogówka) egy 2012-es lengyel krimifilm, amelyet Wojciech Smarzowski rendezett. A főbb szerepekben Bartlomiej Topa, Arkadiusz Jakubik, Julia Kijowska és Eryk Lubos láthatók. 
Magyarországi bemutatója a 21. Titanic Nemzetközi Filmfesztivál Európai történetek szekciójában volt 2014. május 5-én, Közlekedésrendészet címmel.

## Szereplők
- Bartłomiej Topa – Ryszard Król, rendőr
- Arkadiusz Jakubik – Bogdan Petrycki, rendőr
- Jacek Braciak – Jerzy Trybus, rendőr
- Eryk Lubos – Marek Banaś, rendőr
- Robert Wabich – Henryk Hawryluk, rendőr
- Marcin Dorociński – Krzysztof Lisowski, rendőr
- Julia Kijowska – Maria Madecka rendőrnő
- Marian Dziędziel – Gołąb felügyelő
- Agata Kulesza – Jadzia
- Izabela Kuna – Ewa
- Maciej Stuhr – Zaręba
- Adam Woronowicz – nyomozó
- Krzysztof Czeczot – Ecik
- Marcin Czarnik – Walczak
- Lech Dyblik – Maślanka
- Andrzej Zaborski
- Henryk Gołębiewski – Fiat 126 gépkocsivezető
- Andrzej Grabowski – képviselő
- Michał Gadomski – Wojnar
- Aleksandra Domańska – Lena
- Krzysztof Dracz – Świtoń
- Grzegorz Wojdon – Wąs
- Katarzyna Cynke – Krystyna
- Łukasz Simlat – Nissan gépkocsivezető
- Piotr Nowak – Opel gépkocsivezető
- Piotr Głowacki – baleset elkövetője
- Ewa Konstancja Bułhak – Bożena
- Lech Mackiewicz – Kochański
- Janusz Chabior – Jasiu
- Roman Gancarczyk – Grzegorczyk
- Zbigniew Stryj – Częstochowy rendőr
- Andrzej Deskur – Pawlak
- Przemysław Bluszcz – ügyvéd[3]

## Fordítás
Ez a szócikk részben vagy egészben  a   Drogówka című lengyel Wikipédia-szócikk ezen változatának fordításán alapul.  Az eredeti cikk szerkesztőit annak laptörténete sorolja fel. Ez a jelzés csupán a megfogalmazás eredetét és a szerzői jogokat jelzi, nem szolgál a cikkben szereplő információk forrásmegjelöléseként.